# Martin Evans (stripreeks)
Martin Evans is een Nederlandse krantenstrip van de Toonder Studio's. De strip werd bedacht door Lo Hartog van Banda en aanvankelijk getekend door Ben Abas en later door  Dick Vlottes en Gerrit Stapel. Thé Tjong-Khing hertekende in 1958 de laatste vier stroken van het eerste verhaal. Het is een sciencefictionstrip over de ruimtepiloot eerste klasse Martin Evans.

## Achtergrond
Het eerste verhaal van Martin Evans werd in 1955 bedacht en geschreven door Lo Hartog van Banda en getekend door Ben Abas. Na honderd afleveringen liet de Toonder Studio's weten met de strip te stoppen, omdat ze er ontevreden over waren. Abas mocht wel zelf op eigen rekening met de strip doorgaan, maar deze zag dat als een belediging en liet de strip in z'n geheel vallen. Het eerste verhaal werd vervolgens door een onbekende tekenaar uit Toonder Studio's verder afgetekend. Na de lancering van de Spoetnik in 1957, was er opnieuw interesse in ruimtereizen en in 1958 keerde de strip terug. In de regionale krant De Stem verscheen het oorspronkelijke verhaal, waarvan Thé Tjong-Khing de laatste stroken opnieuw had getekend. Deze werden geïnkt door Dick Vlottes, die in 1959 samen met Hartog van Banda een tweede verhaal zou maken. Hartog van Banda bedacht ook het derde en vierde verhaal, maar deze werden uitgewerkt door Harry van den Eerenbeemt en getekend door Gerrit Stapel. In een interview in het NRC Handelsblad in 1973 liet Hartog van Banda over de strip Martin Evans weten dat deze niet meer dood te krijgen was. Hij wilde er steeds mee stoppen, maar het moest steeds worden vervolgd.

## Publicatie
Martin Evans verscheen oorspronkelijk in enkele Scandinavische kranten en in het blad 't Kapoentje, de jeugdbijlage bij de krant Het Volk. Van 30 augustus 1958 tot en met 28 oktober 1959 verscheen de strip in de Brabantse regionale krant De Stem. In totaal werden er vier verhalen gemaakt. In 1984 en 1985 publiceerde uitgeverij Arboris deze vier verhalen in twee albums.